# Edimburgo dos Sete Mares

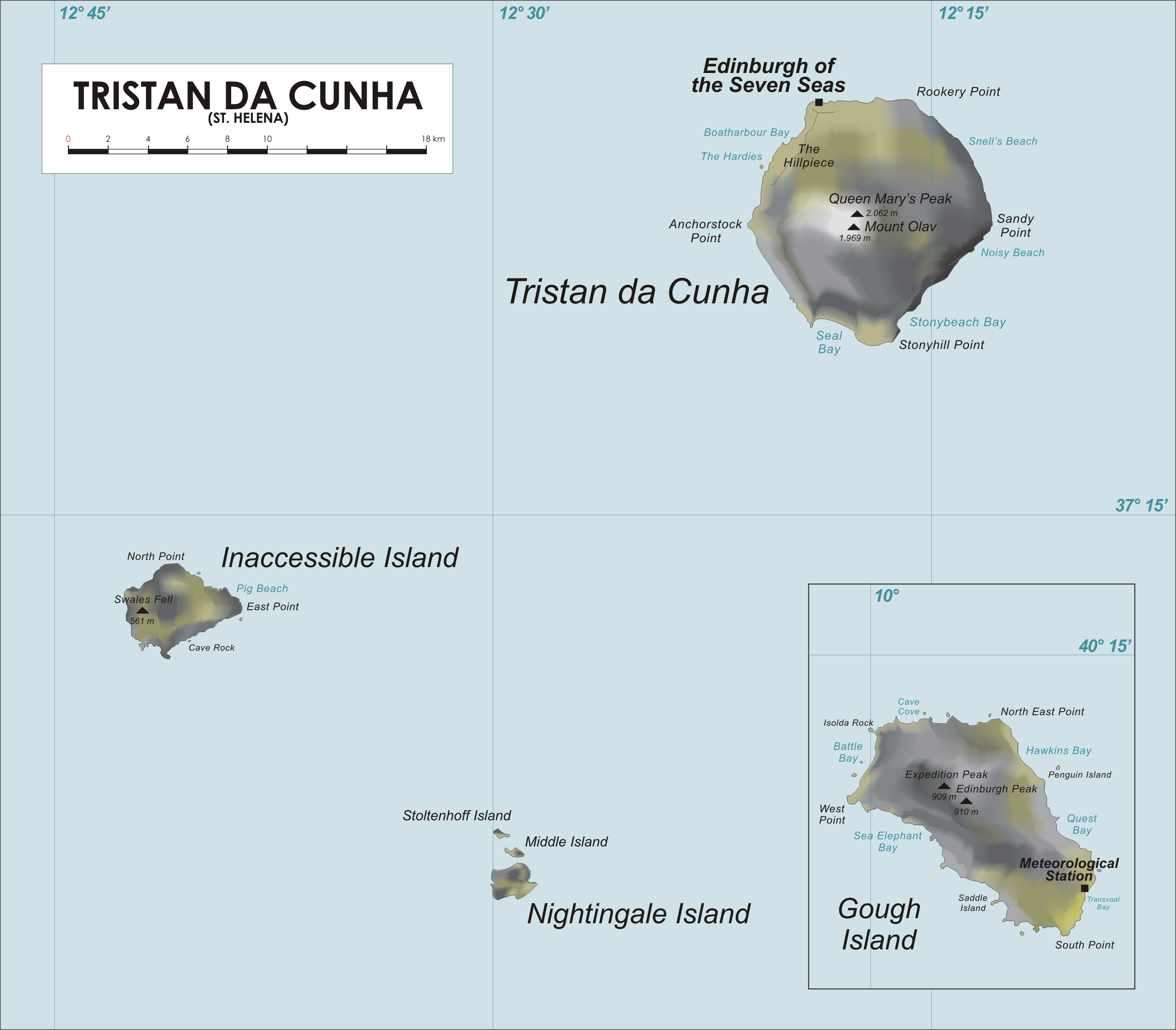
Mapa da Ilha de Tristão da Cunha mostrando a localização de Edimburgo dos Sete Mares.

Edimburgo dos Sete Mares (em inglês: Edinburgh of the Seven Seas) é a capital (e única povoação) da ilha de Tristão da Cunha. Fica situada numa fajã na extremidade noroeste da ilha. Tem 312 habitantes, todos de origem inglesa. 
Edimburgo dos Sete Mares é considerada a povoação humana mais remota do mundo, situando-se a 2 173 km do mais próximo local habitado, a ilha de Santa Helena. O lugar possui um porto, uma escola e um posto de correios.

## História
O assentamento foi fundado na ilha de Tristão da Cunha em 1816 pelo sargento escocês William Glass, depois que o Reino Unido anexou a ilha. Uma guarnição militar foi mantida nas ilhas como guarda contra qualquer tentativa francesa de resgatar Napoleão, que foi preso em Santa Helena. A guarnição militar permaneceu até o fim da Segunda Guerra Mundial.
O povoado é nomeado em homenagem ao Príncipe Alfred, Duque de Edimburgo, o segundo filho da Rainha Vitória, em homenagem à sua visita à ilha em 1867.
Edinburgo dos Sete Mares é o único grande assentamento de Tristão da Cunha, e contém um pequeno porto, a residência do Administrador e os Correios. 
O povoado foi danificada em uma erupção vulcânica na ilha em 1961, que forçou toda a população a abandonar o assentamento e evacuar para Calshot, Hampshire, no Reino Unido. A erupção destruiu a fábrica de lagostim do assentamento.
Após o retorno da maioria dos ilhéus em 1963, o assentamento foi reconstruído. O porto de Edimburgo foi chamado de Porto de Calshot, em homenagem a cidade onde os ilhéus residiram durante o período de reconstrução.

## Atrações
- St. Mary's Anglican Church (Igreja Anglicana de Santa Maria) – construída em 1923
- St. Joseph Catholic Church (Igreja Católica de São José) – construída de 1995 a 1996 e substituída anteriormente por igrejas de 1983
- St Mary's School (Escola de Santa Maria) – construída em 1975
- Camogli Hospital  – construído em 1971 para substituir o Station Hospital (c. 1940s)
- Calshot Harbour - construído em 1967
- Prince Philip Hall and the Albatross Bar
- Museu Tristan Thatched House
- Armazém do Departamento de Agricultura
- Tristan Island Store – único supermercado na ilha
- Correios Tristão, Centro de Turismo e Café da Cunha – inaugurado em 2009
- Edifício administrativo – sede do Conselho da Ilha
- Fábrica de Enlatamento de Lagostim – construída em 1963
- Park 61 – parque vulcânico
- The Patches – uma área com fazendas de batata utilizadas há mais de 150 anos. Na área estão cabanas de acampamento.

## Governo Local
Os assuntos locais da ilha são gerenciados pelo Conselho da Ilha, uma administração de 14 membros que se reúne seis vezes por ano e é eleita a cada três anos.

## Pessoas Notáveis
- William Glass (1786-1853), fundador do assentamento
- Conrad Glass (n. 1961), policial